# Flabellinopsis iodinea
Flabellinopsis iodinea is een zeenaaktslak uit de familie Flabellinopsidae. Ze komt voor aan de westkust van Noord-Amerika (van Brits-Columbia tot Californië en Mexico) op diepten tot 40 m, maar is ook op de Galapagoseilanden waargenomen. De soort kan een lengte bereiken van 70 mm en is hermafrodiet.

## Beschrijving
Deze zeenaaktslak vertoont een verbluffende reeks kleuren: het lichaam is paars, de cerata zijn oranje en de rinoforen zijn scharlakenrood. De neonoranje aanhangsels op de achterkant van F. iodinea zijn de cerata die zuurstof onttrekken aan het zeewater waarin ze leven. De cerata zijn ook verlengstukken van het spijsverteringsstelsel en worden gebruikt om de stekende cellen op te slaan van de zeeanemonen en waaierachtige hydroïdpoliepen die ze eten. De rode rinoforen zijn sensorische structuren die worden gebruikt voor het detecteren van de aanwezigheid van mogelijke partners en prooien. De paarse, rode en oranje kleuren zijn afgeleid van een enkel carotenoïde pigment, astaxanthine. Het pigment verschijnt in drie gewijzigde toestanden, wat leidt tot de drie verschillende kleuren.
Wetenschappers denken dat de reden waarom de cerata van F. iodinea oranje zijn, is dat ze zich tijdens het eten kunnen camoufleren met hun prooi. De oranje cerata op hun rug zijn ook een waarschuwing voor potentiële roofdieren. De kleur vertelt hun roofdieren dat ze giftig of onsmakelijk zijn.